# Tirstrup Sogn
Tirstrup Sogn er et sogn i Syddjurs Provsti (Århus Stift).
I 1800-tallet var Fuglslev Sogn anneks til Tirstrup Sogn. Begge sogne hørte til Djurs Sønder Herred i Randers Amt. Tirstrup-Fuglslev  sognekommune blev ved kommunalreformen i 1970 indlemmet i Ebeltoft Kommune, som ved strukturreformen i 2007 indgik i Syddjurs Kommune.
I Tirstrup Sogn ligger Tirstrup Kirke.
I sognet findes følgende autoriserede stednavne:
- Bjørnholm (landbrugsejendom)
- Drammelstrup (bebyggelse, ejerlav)
- Drammelstrup Mark (bebyggelse, ejerlav)
- Gråskegårde (bebyggelse, ejerlav)
- Hestehave (areal)
- Høegholm (ejerlav, landbrugsejendom)
- Nørup (bebyggelse)
- Olhøj (areal)
- Rådhusbakke (areal)
- Stangkrogen (bebyggelse)
- Tirstrup (bebyggelse, ejerlav)
- Vandkær (bebyggelse)
- Vesterkær (bebyggelse)
- Øksenmølle (bebyggelse, ejerlav)